# Contes (Alpes-Maritimes)
Contes település Franciaországban, Alpes-Maritimes megyében. Lakosainak száma 7722 fő (2022. január 1.). Contes Bendejun, Berre-les-Alpes, Blausasc, Cantaron, Châteauneuf-Villevieille és Coaraze községekkel határos.

## Népesség
A település népessége az elmúlt években az alábbi módon változott:
| Lakosok száma | 3458 | 4941 | 5867 | 6828 | 7279 | 7412 | 7424 | 7437 | 7534 | 7722 |
|               | 1968 | 1982 | 1990 | 2006 | 2013 | 2015 | 2017 | 2019 | 2020 | 2022 |